# Sandaogou He
Sandaogou He är ett vattendrag i Kina. Det ligger i provinsen Jilin, i den nordöstra delen av landet, omkring 270 kilometer sydost om provinshuvudstaden Changchun.
Genomsnittlig årsnederbörd är 1 061 millimeter. Den regnigaste månaden är juli, med i genomsnitt 295 mm nederbörd, och den torraste är januari, med 12 mm nederbörd.